# Miyū Sawai
Miyū Sawai (沢井美優, Sawai Miyū), nacida el 23 de octubre de 1987 en la Prefectura de Kanagawa, Japón, es una modelo y actriz japonesa. 

## Carrera como actriz
Su primer gran papel fue para la televisión en la serie Pretty Guardian Sailor Moon, en el papel de Usagi Tsukino. Su papel era el de la heroína que salva al mundo. También interpretó a Youko Kimura en Kids Wars 5 y a Shun Sugita en el corto de internet película Shun (Estación). Su primer gran papel le llegó en una película de terror japonesa, Chain 2. Así mismo, hizo los anuncios de televisión de Tokio Disney Sea y de la compañía de software IchiTarou 12 (Just System). También prestó su voz a Noa en la película Fullmetal Alchemist: Conqueror of Shamballa.

## Carrera como modelo
Sawai fue modelo habitual para la revista Love Berry y ha posado para muchas otras revistas japonesas como Mewmew y Up to Boy. También tiene sus dos propios photobooks, Myu y Kiss, y ha aparecido en otros photobooks de fanes y fotógrafos.

## DVD para fanes
Sawai ha publicado ocho DVD para fanes. El DVD suele concentrarse en su trabajo como modelo e incluir contenidos extra. Su último DVD fue titulado Fresh, re:fresh lanzado el 20 de diciembre de 2006 y su DVD más vendido se titula Perfect Collection.

## Filmografía

### Actuación en vivo
- Pretty Guardian Sailor Moon (2003): Usagi Tsukino
- Kids Wars 5: Yoko Kimura
- Shun (Season): Shun Sugita
- A Chain of Cursed Murders: Saki
- Shaolin Girl: Kanagawa Miyuu
- Kamen Rider × Kamen Rider Double & Decade: Movie War 2010 (2009): Erika Mutsuki
- Space Battleship Yamato (2010): Higashida
- Kamen Rider Wizard (2012-2013): Aya Yamamoto (episodios 47, 48 y 51)
- Kamen Rider Amazons (2016): Mika (episodios 9 y 12)
- Kamen Rider Ex-Aid (2016-2017): Tōko Suzuki (episodios 42 al 44)
- Kishiryū Sentai Ryūsoulger (2019): Master Pink

### Anime
- Fullmetal Alchemist: Conqueror of Shamballa (2005): Noah
- Black Cat (2000-2004): Reira/Layla
- GR: Giant Robo (2007): V